# 1945 în film
- 1944 în cinematografie — 1945 în cinematografie — 1946 în cinematografie

## Premiere
- 24 septembrie: Mildred Pierce

## Filmele cu cele mai mari încasări
În SUA
| #   | Titlu                       | Studio           | Actori                                                    | Încasări   |
| --- | --------------------------- | ---------------- | --------------------------------------------------------- | ---------- |
| 1.  | The Bells of St. Mary's     | RKO              | Bing Crosby și Ingrid Bergman                             | $8.500.000 |
| 2.  | Spellbound                  | United Artists   | Ingrid Bergman și Gregory Peck                            |            |
| 3.  | Leave Her to Heaven         | 20th Century-Fox | Gene Tierney și Cornel Wilde                              | $5.505.000 |
| 4.  | Anchors Aweigh              | MGM              | Gene Kelly și Frank Sinatra                               | $4,779,000 |
| 5.  | Week-End at the Waldorf     | MGM              | Ginger Rogers, Lana Turner și Walter Pidgeon              | $4,366,000 |
| 6.  | Saratoga Trunk              | Warner Bros.     | Gary Cooper și Ingrid Bergman                             | $4,250,000 |
| 7.  | Thrill of a Romance         | MGM              | Van Johnson și Esther Williams                            |            |
| 8.  | The Valley of Decision      | MGM              | Greer Garson și Gregory Peck                              | $4,103,000 |
| 9.  | Wonder Man                  | RKO              | Danny Kaye și Virginia Mayo                               |            |
| 10. | The Lost Weekend            | Paramount        | Ray Milland și Jane Wyman                                 |            |
| 11. | The Dolly Sisters           | 20th Century-Fox | Betty Grable și June Haver                                |            |
| 12. | The Spanish Main            | RKO              | Maureen O'Hara și Paul Henreid                            |            |
| 13. | A Tree Grows in Brooklyn    | 20th Century-Fox | Dorothy McGuire și James Dunn                             |            |
| 14. | Ed Gardner's Duffy's Tavern | Paramount        | Ed Gardner, Bing Crosby, Betty Hutton și Paulette Goddard |            |
| 15. | Love Letters                | Paramount        | Jennifer Jones și Joseph Cotten                           | $3,211,000 |
| 16. | Diamond Horseshoe           | 20th Century-Fox | Betty Grable                                              |            |
| 17. | State Fair                  | 20th Century-Fox | Jeanne Crain și Dana Andrews                              |            |
| 18. | Mildred Pierce              | Warner Bros.     | Joan Crawford                                             |            |
| 19. | The Stork Club              | Paramount        | Betty Hutton și Barry Fitzgerald                          |            |
| 20. | Along Came Jones            | RKO              | Gary Cooper și Loretta Young                              |            |

## Premii

### Oscar
Articol detaliat: Oscar 1945
- Cel mai bun film:  The Lost Weekend - Paramount
- Cel mai bun regizor: Billy Wilder - The Lost Weekend
- Cel mai bun actor:  Ray Milland - The Lost Weekend
- Cea mai bună actriță:  Joan Crawford - Mildred Pierce
- Cel mai bun actor în rol secundar:  James Dunn - A Tree Grows In Brooklyn
- Cea mai bună actriță în rol secundar:  Anne Revere - National Velvet

### Globul de Aur:
Articol detaliat: Globul de Aur 1945
- Cel mai bun film:  The Lost Weekend[1]
- Cel mai bun regizor:  Billy Wilder - The Lost Weekend
- Cel mai bun actor (dramă):   Ray Milland - The Lost Weekend[2]
- Cea mai bună actriță (dramă): Ingrid Bergman - The Bells of St. Mary's[3]
- Best Film for Promoting International Good Will: The House I Live In (scurtmetraj)